# Resolución 1439 del Consejo de Seguridad de las Naciones Unidas
La resolución 1439 del Consejo de Seguridad de las Naciones Unidas, adoptada por unanimidad el 18 de octubre de 2002, tras reafirmar la Resolución 864 (1993) y todas las resoluciones posteriores sobre Angola, en particular las resoluciones 1127 (1997), 1173 (1998), 1237 (1999), 1295 (2000), 1336 (2001), 1348 (2001), 1374 (2001), 1404 (2002), 1412 (2002) y 1432 (2002), el Consejo prorrogó el mecanismo de vigilancia de las sanciones contra la UNITA durante dos meses hasta el 19 de diciembre de 2002 y levantó la prohibición de viajar contra sus miembros. 
El Consejo de Seguridad expresó su preocupación por los efectos de la guerra civil en la situación humanitaria y acogió con satisfacción las medidas adoptadas por el Gobierno de Angola para aplicar el Protocolo de Lusaka y otros acuerdos. Actuando en virtud del Capítulo VII de la Carta de las Naciones Unidas, el Consejo prorrogó el mecanismo de vigilancia por un período adicional de dos meses y le pidió que presentara periódicamente un informe adicional al comité establecido en la Resolución 864 a más tardar el 13 de diciembre de 2002. Además, se le exigió que informara en el plazo de diez días sobre un plan de acción para su trabajo futuro.  El presidente del comité debía presentar al Consejo el informe antes del 19 de diciembre de 2002, en particular en lo relativo a las violaciones de las sanciones.
Se pidió al Secretario General Kofi Annan que designara dos expertos para formar parte del mecanismo de vigilancia y que hiciera los arreglos financieros necesarios para tal efecto. Se pidió a todos los países que cooperaran con el mecanismo durante el curso de su mandato .
Por último, la resolución decidió que la prohibición de viajes impuesta a los funcionarios de la UNITA terminaría el 14 de noviembre de 2002 y que todas las demás sanciones contra la UNITA se revisarían antes del 19 de noviembre de 2002. 